# Уряд Есватіні
Уряд Свазіленду — вищий орган виконавчої влади Свазіленду.

## Голова уряду
- Прем'єр-міністр — Барнабус Сібусісо Дламіні (англ. Barnabus Sibusiso Dlamini).
- Віце-прем'єр-міністр — Пол Дламіні (англ. Paul Dlamini).

## Кабінет міністрів
Склад чинного уряду подано станом на 22 липня 2015 року.
| Логотип | Міністерство                                                        | Міністр                                                        | Фото | Час на посаді | Час на посаді | Партія | Партія | Вебсайт |
| ------- | ------------------------------------------------------------------- | -------------------------------------------------------------- | ---- | ------------- | ------------- | ------ | ------ | ------- |
|         | Міністерство внутрішніх справ                                       | принцеса Тсандзіле (Tsandzile)                                 |      |               |               |        |        |         |
|         | Міністерство державної служби                                       | Магобетане Мамба (Magobetane Mamba)                            |      |               |               |        |        |         |
|         | Міністерство економічного планування та розвитку                    | принц Хлангусемфі (Hlangusemphi)                               |      |               |               |        |        |         |
|         | Міністерство житлово-комунального господарства та міського розвитку | Фіваїнкхосі Мабуза (Phiwayinkhosi Mabuza)                      |      |               |               |        |        |         |
|         | Міністерство громадських служб і транспорту                         | Ліндіве Дламіні (Lindiwe Dlamini)                              |      |               |               |        |        |         |
|         | Міністерство закордонних справ і міжнародної співпраці              | Мгвагва Сіфо Бенедікт Гамедзі (Mgwagwa Sipho Benedict Gamedze) |      |               |               |        |        |         |
|         | Міністерство інформації та зв'язку                                  | Думісані Ндлангамандла (Dumisani Ndlangamandla)                |      |               |               |        |        |         |
|         | Міністерство комерції, промисловості та торгівлі                    | Гідеон Дламіні (Gideon Dlamini)                                |      |               |               |        |        |         |
|         | Міністерство освіти                                                 | Фінеас Магагула (Pheneas Magagula)                             |      |               |               |        |        |         |
|         | Міністерство охорони здоров'я                                       | Сібонгіле Ндлела-Сімелане (Sibongile Ndlela-Simelane)          |      |               |               |        |        |         |
|         | Міністерство праці та соціального забезпечення                      | Вінні Магагула (Winnie Magagula)                               |      |               |               |        |        |         |
|         | Міністерство природних ресурсів і енергетики                        | Джабуліле Машвама (Jabulile Mashwama)                          |      |               |               |        |        |         |
|         | Міністерство спорту, культури та у справах молоді                   | Девід Нгкамфалала (David Ngcamphalala)                         |      |               |               |        |        |         |
|         | Міністерство сільського господарства                                | Мозес Вілакаті (Moses Vilakati)                                |      |               |               |        |        |         |
|         | Міністерство туризму та екології                                    | Джабулані Мабуза (Jabulani Mabuza)                             |      |               |               |        |        |         |
|         | Міністерство управління тінкундлами                                 | Мдудузі Дламіні (Mduduzi Dlamini)                              |      |               |               |        |        |         |
|         | Міністерство фінансів                                               | Мартін Гобісандла Дламіні (Martin Gobisandla Dlamini)          |      |               |               |        |        |         |
|         | Міністерство юстиції та конституційних справ                        | Едгар Гілларі (Edgar Hillary)                                  |      |               |               |        |        |         |